# جائزة بيرنشتاين
جائزة بيرنشتاين Bernstein Prize هي جائزة أدبية إسرائيلية تمنح للكتاب صغار السن. وتمنح الجائزة مؤسسة بيرنشتاين، والتي أنشاها موردخاي بيرنشتاين الذي تبرع بالمال لإنشاء تلك المؤسسة لتشجيع الكتاب الشباب، وتدار المؤسسة من قبل اتحاد الناشرين في إسرائيل.
منحت الجائزة للمرة الأولى عام 1978 وهي تمنح في أربع مجالات: الرواية والشعر والمسرحية والنقد الأدبي.
وتعتبر تلك الجائزة ثاني أهم جائزة أدبية في إسرائيل بعد جائزة سابير.

## الفئات المتأهله

### منحتالجائزةمنذعام1978لكاتبينمن أربع فئات
- رواية باللغة العبرية. (تقدم كل عام بجائزه تقدر ب50,000 شيكل إسرائيلي جديد)[1][3]
- كتاب شعر مكتوب باللغة العبرية. (تقدم كل عامين بجائزة تقدر ب25,000 شيكل إسرائيلي جديد)[3]
- مسرحية مكتوبه باللغة العبرية. (تقدم كل عامين بجائزة تقدر ب25,000 شيكل إسرائيلي جديد)
- انتقاد أدبي. (تقدم كل عامين تقدر ب15,000 شيكل إسرائيلي جديد)[2]

لكل فئة يوجد لجان مهنيه لتحديد الفائزين.
تعتبر هذه الجائزة في المرتبة الثانية في إسرائيل التي تدرج في قائمة الأدب، الجائزة المرموقة الأولى جائزة سابير الأدبية.

## الفائزين
- 2015 دوريت رابينيان [4]
- 2015 روي حسن[5]
- 2013 عساف غافرون[6]
- 2011 سيد كوشوا[7]
- 2009 رونيت ماتالون[2]